# Sytuacja prawna i społeczna osób LGBT w Brazylii

## Prawo odnosnie kontaktów homoseksualnych
Kontakty homoseksualne są legalne w Brazylii od 1830 roku. Wiek osób legalnie dopuszczających się kontaktów homo- i heteroseksualnych jest zrównany i wynosi 14 lat.

## Ochrona prawna przed dyskryminacją
W brazylijskim prawie na szczeblu federalnym nie ma żadnych przepisów wprost zakazujących dyskryminacji przez wzgląd na orientację seksualną. Ustawa taka przechodziła w 2007 proces legislacyjny.
Stany Bahía, Mato Grosso, Sergipe, Minas Gerais i Santa Catarina wprost zakazują dyskryminacji ze względu na orientację seksualną (część już od 1989 roku). Od 2003 roku identyczny zakaz wprowadzono do statutów ponad 80 municypiów wliczając w to São Paulo i Rio de Janeiro. Geje nie są wykluczeni ze służby wojskowej z powodu swojej orientacji seksualnej.

## Uznanie związków osób tej samej płci
Rejestrowane związki partnerskie na szczeblu stanowym zostały wprowadzone w stanie Rio Grande do Sul.
Pary homoseksualne na terenie całej Brazylii mają takie same prawa jak pary heteroseksualne w korzystaniu z ubezpieczenia społecznego (renta rodzinna po zmarłym partnerze) i prawa spadkowego. Decyzję taką podjął brazylijski Sąd Najwyższy potwierdzając identyczne orzeczenie z czerwca 2000 roku wydane przez sąd federalny w Rio Grande. 10 grudnia 2010 r. brazylijski rząd w oficjalnym dekrecie zagwarantował osobom żyjącym w związkach jednopłciowych prawo do otrzymywania emerytury po zmarłym partnerze.
W 2005 roku w São Paulo sąd po raz pierwszy wydał zgodę na adopcję dziecka przez parę
homoseksualną.
W 2013 dostępne dla wszystkich par jednopłciowych w Brazylii stały się małżeństwa cywilne.

## Życie osóbLGBTw kraju
Według badania opinii publicznej przeprowadzonego przez Pew Global Attitudes Project w 2007 roku, 65% Brazylijczyków uważa, że homoseksualizm powinien być akceptowany przez społeczeństwo. Przeciwnego zdania jest 30% obywateli kraju.
Według badania Latynoamerykańskiego Centrum Praw Człowieka w Seksualności 65% ankietowanych uczestników parady osób homoseksualnych w São Paulo w 2005 roku doświadczyło słownego lub fizycznego ataku motywowanego ich orientacją seksualną.
Pierwsza organizacja LGBT w Brazylii, Grupo Gay da Bahia, została założona w 1980 roku. Organizacja ta sporządziła raport zawierający nazwiska 159 osób LGBT, które zostały zamordowane w kraju w 2004 roku przez wzgląd na ich orientację seksualną. Inny raport opisuje równie liczne przypadki łamania praw człowieka w stosunku do osób LGBT.
W czerwcu 2007 roku BBC podało, że według szacunków działaczy na rzecz praw osób homoseksualnych w latach 1980 – 2006 około 2680 osób LGBT zostało zamordowanych w Brazylii, w większości prawdopodobnie z pobudek homofobicznych.
Latem 2006 kraj rozpoczął szeroko zakrojoną kampanię społeczną Brazylia Przeciw Homofobii, w której używano reklam telewizyjnych oraz billboardów.
Od marca 2007 roku brazylijski Senat przygotowuje ustawę o homofobii, zgodnie z którą duchowni publicznie potępiający z ambony homoseksualizm mogą trafić od dwóch do pięciu lat do więzienia, a rektorowi seminarium, który odrzuci wniosek homoseksualisty o przyjęcie na studia, będzie grozić kara pozbawienia wolności od trzech do pięciu lat. Byłoby to pierwsze tego typu prawo na świecie. Opracowywana jest również ustawa zabraniająca publicznego używania obraźliwych określeń osób homoseksualnych.
Około 3,5 miliona osób wzięło udział w paradzie CSD w 2007 w São Paulo. Była to największa tego typu manifestacja na świecie. W tym samym roku w kraju odbyło się ponad 70 tego typu parad. W paradzie wzięło także udział dwóch brazylijskich ministrów oraz lokalni urzędnicy. Pierwsza parada gejów i lesbijek w São Paulo odbyła się w 1997 roku i zgromadziła około 2000 osób, a w 2006 roku uczestniczyło w niej już około 2,5 miliona osób. Dwunasta edycja parady z 2008 roku zgromadziła według jej organizatorów około 5 milionów uczestników. Parada była wspierana przez brazylijski koncern naftowy Petrobras i władze miasta. Szacuje się, że manifestacja przyciągnęła około 300 tys. gości, dzięki czemu miasto wzbogaciło się o około 115 milionów dolarów.